# Battaglia di punta Koli
La battaglia di Punta Koli, svoltasi dal 3 al 12 novembre 1942, è stata combattuta tra reparti dei marines statunitensi e unità de l'Esercito imperiale giapponese attorno a Punta Koli presso Guadalcanal. Gli Stati Uniti erano sotto il comando del generale Alexander Vandegrift, mentre i giapponesi erano guidati da Harukichi Hyakutake.